# Видекум
Видекум — народ, проживающий на территории Камеруна. Численность составляет около 930 тыс. человек.

## Религия
Представителя народа видекум являются мусульманами-суннитами.

## Традиционное занятие
Занимаются подсечно-огневым земледелием. Выращивают ямс, арахис, сорго, кукурузу, кофе, бананы и др. Традиционные ремесла — резьба по дереву, плетение циновок и корзин.

## Одежда
Поясная одежда юбкообразного покроя, из тканей яркой расцветки.

## Еда
В пищу употребляют в основном каши, лепёшки, похлёбки, овощи и фрукты.

## Источник
- Видекум // Народы и религии мира / Глав. ред. В. А. Тишков. — М.: Большая Российская Энциклопедия, 1999.
- Kaberry P. M., Chilver E. M. An Outline of the Traditional Political System of Bali-Nyonga, Southern Cameroons // Africa: Journal of the International African Institute, Vol. 31, No. 4 (Oct., 1961), pp. 355–371.